# 圣萨尔瓦多尔
圣萨尔瓦多尔，是西班牙卡斯蒂利亚-莱昂巴利亚多利德省的一个市镇。总面积11平方公里，总人口47人（2001年），人口密度4人/平方公里。